# نايجل دافنبورت
نايجل دافنبورت (بالإنجليزية: Nigel Davenport)‏ (و. 1928 – 2013 م) هو ممثل، ونقابي من المملكة المتحدة . ولد في كامبريدج .
توفي في غلوسترشير، عن عمر يناهز 85 عاماً.

## التعليم
تعلم في كلية الثالوث الأقدس، وCheltenham College ‏

## روابط خارجية
- نايجل دافنبورت على موقع IMDb (الإنجليزية)
- نايجل دافنبورت على موقع روتن توميتوز (الإنجليزية)
- نايجل دافنبورت على موقع ألو سيني (الفرنسية)
- نايجل دافنبورت على موقع ميوزك برينز (الإنجليزية)
- نايجل دافنبورت على موقع تيرنر كلاسيك موفيز (الإنجليزية)
- نايجل دافنبورت على موقع أول موفي (الإنجليزية)
- نايجل دافنبورت على موقع قاعدة بيانات برودواي على الإنترنت (الإنجليزية)
- نايجل دافنبورت على موقع قاعدة بيانات الأفلام السويدية (السويدية)
- نايجل دافنبورت على موقع إن إن دي بي (الإنجليزية)
- نايجل دافنبورت على موقع ديسكوغز (الإنجليزية)